# 山本福松
山本 福松（やまもと ふくまつ、生年不明 - 1908年〈明治41年〉）は、明治時代の日本の人形師、纏・神輿職人。生人形で知られる。没後に後を継いで二代目を名乗った子息についても触れる。

## 来歴
江戸時代後期に、町人の山本八十八の長男として江戸浅草近くの千束で生まれる。後に浅草の馬道に住む。
1878年（明治11年）、浅草において松本喜三郎とともに、生人形の合同興行をおこなった。明治20年代から明治30年代（1887年 - 1906年）にかけては、千駄木団子坂の植木屋（植梅、植惣、植重、植半など）で菊人形の制作に携わった。親族で、山車作りの名人として知られた「山車鉄」こと山本鉄五郎とともに、各地の山車人形を制作した。墓所は台東区元浅草の吉祥院。
福松の人形は尖った耳に特徴がある。

## 二代目
1908年の死去後は、息子である二代目山本福松（1887年〈明治10年〉- 1961年〈昭和36年〉）が継いだ。明治40年代（1907年 - 1912年）の団子坂や名古屋黄花園の菊人形、昭和初期の浅草花やしきの生人形、各地の山車人形などを手がけた。
江戸川乱歩は随筆「人形」の中で、この二代目福松に人形について聞いたことを書き記しており、乱歩が『蜘蛛男』の中で想像して描いた人形工場について、作品を読んだ二代目福松は「あれは私の家をモデルにしたのではありませんか」と話していたという。